# Nationalpark Arikok
Der Nationalpark Arikok (Landessprache Papiamento: Parke Nacional Arikok) ist ein Naturschutzgebiet auf der zum Königreich der Niederlande gehörenden Insel Aruba in der südlichen Karibik.

## Geschichte
Der Nationalpark wurde im Jahr 2000 offiziell von der Regierung Arubas bestätigt, obwohl die Pläne seit den 1960er Jahren existierten. Im Jahr 2003 wurde eine Nationalparkstiftung (Fundacion Parke Nacional Arikok) gegründet, die mit rund 7,1 Mio. Euro aus dem Europäischen Entwicklungsfonds die Herstellung und Instandhaltung der Infrastruktur betreibt. Das Ziel ist es, die Erhaltung, Bewirtschaftung und den Schutz der Flora, Fauna und Kultur sowie die Erhaltung des kulturellen Erbes innerhalb des Parks sicherzustellen.

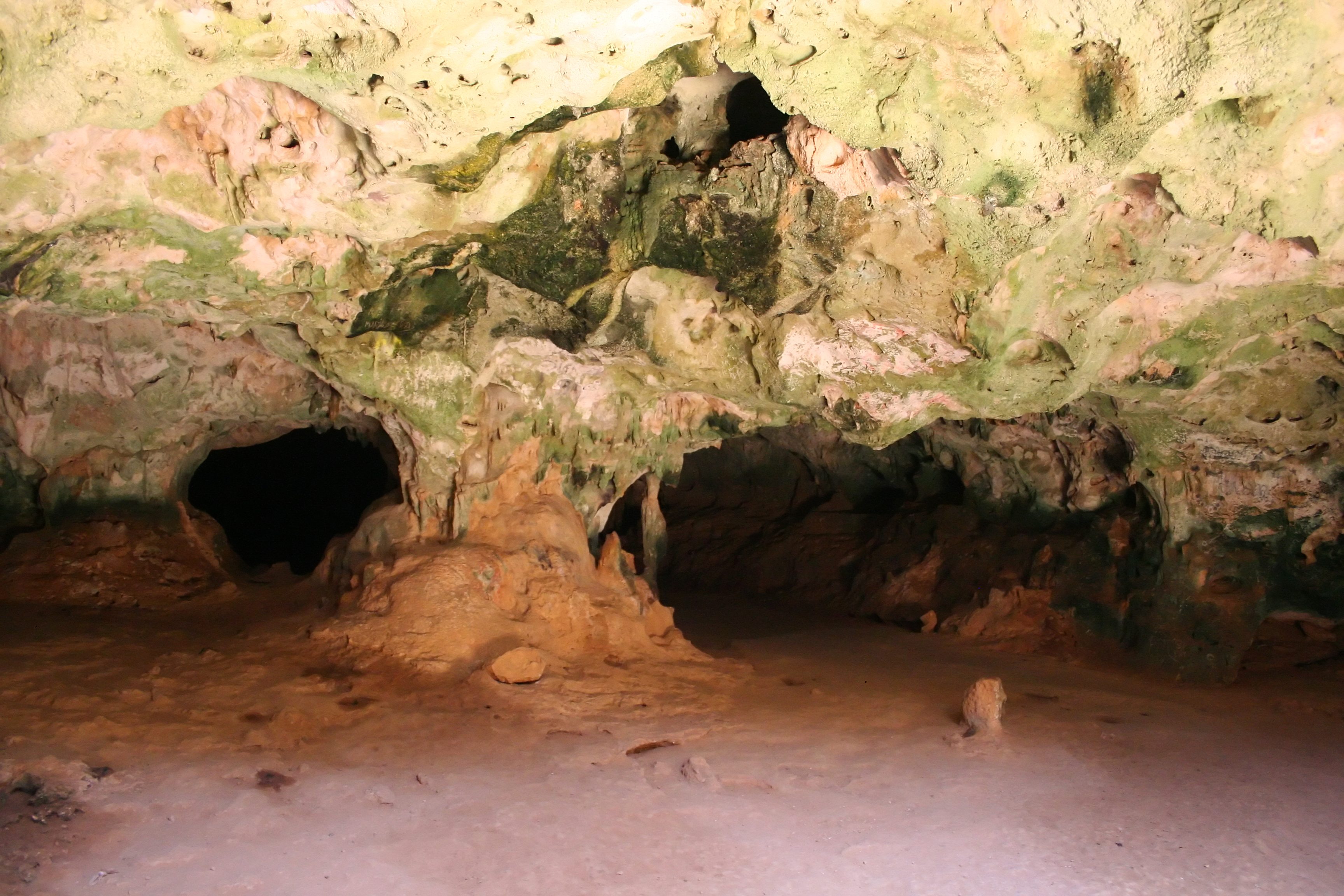
Guadirikiri-Grotte

Die Aufgaben der Nationalparkverwaltung sind:
- Durchführung wissenschaftlicher Forschung und Überwachung der Fledermauspopulation sowie der auf Aruba endemischen Unterart der Schauer-Klapperschlange (Crotalus durissus unicolor). Die Schlangen haben eine Mortalitätsrate von 10 bis 40 %. Sie werden oft von Menschen getötet oder von Autos überfahren. Des Weiteren erfolgen regelmäßig illegale Entnahmen aus der Wildnis für den Terrarienhandel. Andere Bedrohungen sind Esel und Ziegen, die oft mit Füßen nach den Schlangen treten, weil sie diese als gefährlich wahrnehmen. Es existieren Überlegungen, die wilden Ziegen aus dem Parkgebiet zu entfernen, um einen besseren Schutz der Schlangen zu gewährleisten.[1]
- Aufforstung verschiedener traditioneller Pflanzenkulturen im Park, wie der Divi-Divi-Bäume, Kakteen und Aloepflanzen. Die Hülsen des Divi-Divi-Baumes enthalten Tannine, pflanzliche Gerbstoffe. Diese wurden früher zu Gerbereien in den Niederlanden verschifft. In Masiduri können die Besucher auch eine Ausstellung über die Aloe, eine Heilpflanze, besuchen; diese war im frühen 20. Jahrhundert eines der wichtigsten Exportprodukte aus Aruba.
- Die Wiederherstellung der traditionellen Cunucu-Arikok-Häuser. Zwei dieser Lehmhäuser wurden bereits in der Nähe der Prins-Plantage wiederaufgebaut. Die Häuser wurden aus Adobe, einem Gemisch aus Lehm und Stroh hergestellt.
- Die Organisation von verschiedenen Aktivitäten wie des Junior-Ranger-Camps, Filmabenden, Strandreinigungen und kultureller Feste, wie zum Beispiel der „Bocatage“.
- Die Zusammenarbeit mit anderen Naturschutzorganisationen, wie der Aruba Birdlife Conservation.

## Beschreibung
Der im Nordosten der Insel gelegene Park ist etwa 34 km² groß, was circa 18 % der Inselfläche entspricht. Die schroffen Hügel des Parks bestehen hauptsächlich aus vulkanischer Lava mit Quarz-Diorit und batholithischen Tonalitfelsen sowie Kalkfelsen aus versteinerten Korallen. Der 188 m Jamanotaheuvel (zu deutsch „Jamanotahügel“) hohe und der 176 m hohe Arikokheuvel („Arikokhügel“), nach dem der Park benannt ist, sind die beiden höchsten Erhebungen Arubas. An der Küste des Nationalparks liegt eine Reihe kleiner Buchten, die vor Ort „Bocas“ genannt werden. Boca Prins und Dos Playa sind die bekanntesten und werden von weißen Stränden und Dünen umgeben. Der Park beherbergt eine große Zahl an historischen Stätten, wie etwa Zeichnungen der Caquetío-Indianer auf den Felsen von Cunucu Arikok und in der Guadirikiri-Grotte. Die Felszeichnung des Masiduri-Vogels der Caquetío-Indianer findet sich im Logo der Parkverwaltung wieder. Eine weiter sehenswerte Grotte im Park ist die Fontein Grot.
Alte Plantagengebäude im Park zeugen von der landwirtschaftlichen Vergangenheit des Gebiets sowie der Zeit der Goldgewinnung auf Aruba.

## Besucherzentrum
Der eingeschossige zentrale Besucherkomplex mit einer Fläche von rund 800 m² wurde mit nachhaltigen Materialien, wie südamerikanischem Hartholz, gebaut. Er verfügt über Ausstellungsräume, einen Kino- und TV-Saal, Toilettenanlagen und Ranger-Büros. Ein Wasserbecken unterhalb des Besucherzentrums versorgt die Kühlung des Gebäudes mittels Sonnenkollektoren auf dem Dach autark.